# Dvärgkungsfiskare
Dvärgkungsfiskare (Ispidina lecontei) är en fågel i familjen kungsfiskare inom ordningen praktfåglar.

## Utseende och läte
Dvärgkungsfiskaren är en mycket liten kungsfiskare med orange näbb, orange även på huvud och buk, vitt på strupen, mörk panna och mörkblå vingar och stjärt. I bra ljus syns en purpurfärgad öronfläck undertill kantad av vitt. Arten liknar pygmékungsfiskaren, men dvärgkungsfiskaren har alltid orange på hjässan. Lätet är ljust och gnissligt.

## Utbredning och systematik
Fågeln återfinns från Sierra Leone till norra Demokratiska republiken Kongo, västra Uganda och norra Angola. Den delas in i två underarter med följande utbredning:
- Ispidina lecontei ruficeps – Sierra Leone till Ghana
- Ispidina lecontei lecontei – södra Nigeria till västra Sydsudan, Uganda och centrala Demokratiska republiken Kongo; även i centrala Angola

## Levnadssätt
Dvärgkungsfiskaren hittas framför allt i undervegetation i skogar, både ursprungliga och ungskog. Där sitter den lågt, från huvudhöjd och nedåt, på span efter insekter. 

## Status och hot
Arten har ett stort utbredningsområde, men tros minska i antal, dock inte tillräckligt kraftigt för att den ska betraktas som hotad. Internationella naturvårdsunionen IUCN listar arten som livskraftig (LC).

## Namn
Fågelns vetenskapliga artnamn hedrar den amerikanske zoologen och botanikern John Eatton LeConte (1784–1860).